# غرف التجارة والصناعة والخدمات (المغرب)
غرف التجارة والصناعة والخدمات بالمغرب (بالفرنسية: Les Chambres de Commerce, d'Industrie et de Services - CCIS)، هي مؤسسات عمومية في المغرب ذات طابع مهني، تتمتع بالشخصية المعنوية والاستقلال المالي. وتضطلع بدور حيوي في تمثيل ورعاية مصالح مهنيي قطاعات التجارة والصناعة والخدمات لدى السلطات العمومية، وتعمل كقوة اقتراحية وشريك أساسي في تطبيق سياسات التنمية الاقتصادية على المستويين الوطني والجهوي.
تخضع هذه الغرف لوصاية الدولة ممثلة في وزارة الصناعة والتجارة، ويؤطر عملها حالياً القانون رقم 38.12 المتعلق بنظامها الأساسي.

## تاريخ

### النشأة والتطور في عهد الحماية
تعود نشأة الغرف التجارية بالمغرب إلى فترة الحماية، حيث أُنشئت في البداية لخدمة المصالح الاقتصادية الفرنسية.
- 1913: تأسيس أولى الغرف الفرنسية للتجارة والصناعة في الدار البيضاء والرباط.
- 1919: بموجب ظهير، تم إحداث "ملحقات إسلامية" (Annexes indigènes) داخل هذه الغرف لتمثيل مصالح التجار المغاربة.
- 1947: تحويل هذه الملاحق إلى "غرف مغربية استشارية للتجارة والصناعة"، ما منحها صفة تمثيلية أكبر للمصالح الاقتصادية الوطنية.

### مرحلة المغربة والإصلاحات الهيكلية (ما بعد الاستقلال)
مع حصول المغرب على استقلاله سنة 1956، دخلت منظومة الغرف مرحلة جديدة من المغربة والتنظيم.
- 1958: صدور أول ظهير ينظم الغرف في إطار الدولة المغربية الحديثة.
- 1961: حل الغرف الفرنسية بشكل نهائي وترسيخ الطابع الوطني لهذه المؤسسات.
- 1962: تأسيس جامعة غرف التجارة والصناعة والخدمات كهيئة وطنية للتنسيق بين الغرف.
- 1977: صدور ظهير بمثابة قانون (رقم 1.77.42) الذي شكل نقلة نوعية، حيث رسخ صفة المؤسسة العمومية للغرف وحدد مهامها الاستشارية والتمثيلية بشكل دقيق، مع توسيع قاعدة هيئاتها الناخبة لتشمل قطاع الخدمات.

### التكيف مع الجهوية المتقدمة (إصلاحات 2013-2015)
تماشياً مع ورش الجهوية المتقدمة، خضعت الغرف لإصلاح شامل لتعزيز دورها كفاعل تنموي جهوي.
- 2013: صدور القانون رقم 38.12 الذي وسع اختصاصات الغرف وعزز حكامتها.
- 2015: تطبيق الإصلاح الهيكلي الأبرز، حيث تم تجميع 28 غرفة محلية وإقليمية في 12 غرفة جهوية، تتطابق دوائر نفوذها مع التقسيم الجهوي الجديد للمملكة، بهدف تقوية إمكانياتها وتوحيد رؤيتها على المستوى الجهوي.

## المهام والاختصاصات
يحدد القانون للغرف ثلاثة أنواع من المهام الرئيسية:
| نوع المهام             | أبرز الاختصاصات |
| ---------------------- | --- |
| مهام تمثيلية واستشارية | - تمثيل المصالح العامة لقطاعات التجارة والصناعة والخدمات لدى السلطات العمومية. - تقديم آراء ومقترحات حول القوانين والسياسات ذات الطابع الاقتصادي. - العضوية في المجالس الإدارية للمؤسسات العمومية (مثل المراكز الجهوية للاستثمار والموانئ). |
| مهام الدعم والترويج    | - مواكبة المقاولات الصغرى والمتوسطة وتقديم خدمات الدعم والإرشاد والتكوين. - تنظيم والمشاركة في المعارض والتظاهرات الاقتصادية لترويج المنتجات والخدمات محلياً ودولياً. - المساهمة في إنعاش الاستثمار وتشجيع الصادرات.                          |
| مهام خدماتية           | - إصدار شهادات المنشأ للسلع المعدة للتصدير. - المصادقة على الوثائق والفواتير التجارية. - القيام بأدوار الوساطة والتحكيم التجاري لحل النزاعات بين المهنيين.                                                                                  |

## التنظيم والهيكلة
تعتمد الغرف على هيكلة ديمقراطية تضمن تمثيلية واسعة للمهنيين، وتتكون أجهزتها الرئيسية من:
- الجمعية العامة: هي أعلى سلطة تقريرية، وتتكون من أعضاء منتخبين بالاقتراع العام المباشر.
- المكتب: هو الجهاز التنفيذي للغرفة، ويتألف من رئيس ونواب وأمين للمال ومقرر.
- اللجان الدائمة: لجان متخصصة منبثقة عن الجمعية العامة لدراسة القضايا القطاعية.
- الإدارة: جهاز إداري دائم يرأسه مدير، مكلف بتنفيذ قرارات أجهزة الغرفة وتدبير شؤونها اليومية.

## قائمة الغرف الجهوية الإثني عشر
1. غرفة التجارة والصناعة والخدمات لجهة طنجة - تطوان - الحسيمة.
2. غرفة التجارة والصناعة والخدمات لجهة الشرق.
3. غرفة التجارة والصناعة والخدمات لجهة فاس - مكناس.
4. غرفة التجارة والصناعة والخدمات لجهة الرباط - سلا - القنيطرة.
5. غرفة التجارة والصناعة والخدمات لجهة بني ملال - خنيفرة.
6. غرفة التجارة والصناعة والخدمات لجهة الدار البيضاء - سطات.
7. غرفة التجارة والصناعة والخدمات لجهة مراكش - آسفي.
8. غرفة التجارة والصناعة والخدمات لجهة درعة - تافيلالت.
9. غرفة التجارة والصناعة والخدمات لجهة سوس - ماسة.
10. غرفة التجارة والصناعة والخدمات لجهة كلميم - واد نون.
11. غرفة التجارة والصناعة والخدمات لجهة العيون - الساقية الحمراء.
12. غرفة التجارة والصناعة والخدمات لجهة الداخلة - وادي الذهب.

## روابط خارجية
- الموقع الرسمي لجامعة غرف التجارة والصناعة والخدمات بالمغرب
- الغرف الجهوية:
  - غرفة طنجة - تطوان - الحسيمة
  - غرفة الشرق
  - غرفة فاس - مكناس
  - غرفة الرباط - سلا - القنيطرة
  - غرفة بني ملال - خنيفرة
  - غرفة الدار البيضاء - سطات
  - غرفة مراكش - آسفي
  - غرفة درعة - تافيلالت
  - غرفة سوس - ماسة
  - غرفة كلميم - واد نون
  - غرفة العيون - الساقية الحمراء
  - غرفة الداخلة - وادي الذهب